# Macornay
Macornay ist eine französische Gemeinde im Département Jura in der Region Bourgogne-Franche-Comté. Sie gehört zum Arrondissement Lons-le-Saunier und zum Kanton Lons-le-Saunier-2.
Das Gemeindegebiet wird vom Flüsschen Sorne durchquert. Die Nachbargemeinden sind Lons-le-Saunier im Norden, Montaigu im Nordosten, Moiron im Osten, Bornay im Südosten, Geruge im Südwesten und Courbouzon im Westen.
Berühmtester Sohn der Gemeinde ist der Mykologe Narcisse Théophile Patouillard.

## Bevölkerungsentwicklung
| Jahr                       | 1962 | 1968 | 1975 | 1982 | 1990 | 1999 | 2008 | 2017 |
| -------------------------- | ---- | ---- | ---- | ---- | ---- | ---- | ---- | ---- |
| Einwohner                  | 555  | 579  | 550  | 627  | 780  | 880  | 1014 | 974  |
| Quellen: Cassini und INSEE |      |      |      |      |      |      |      |      |

## Wirtschaft
Reben aus Macornay sind Teil des Weinbaugebietes Côtes du Jura.

## Weblinks

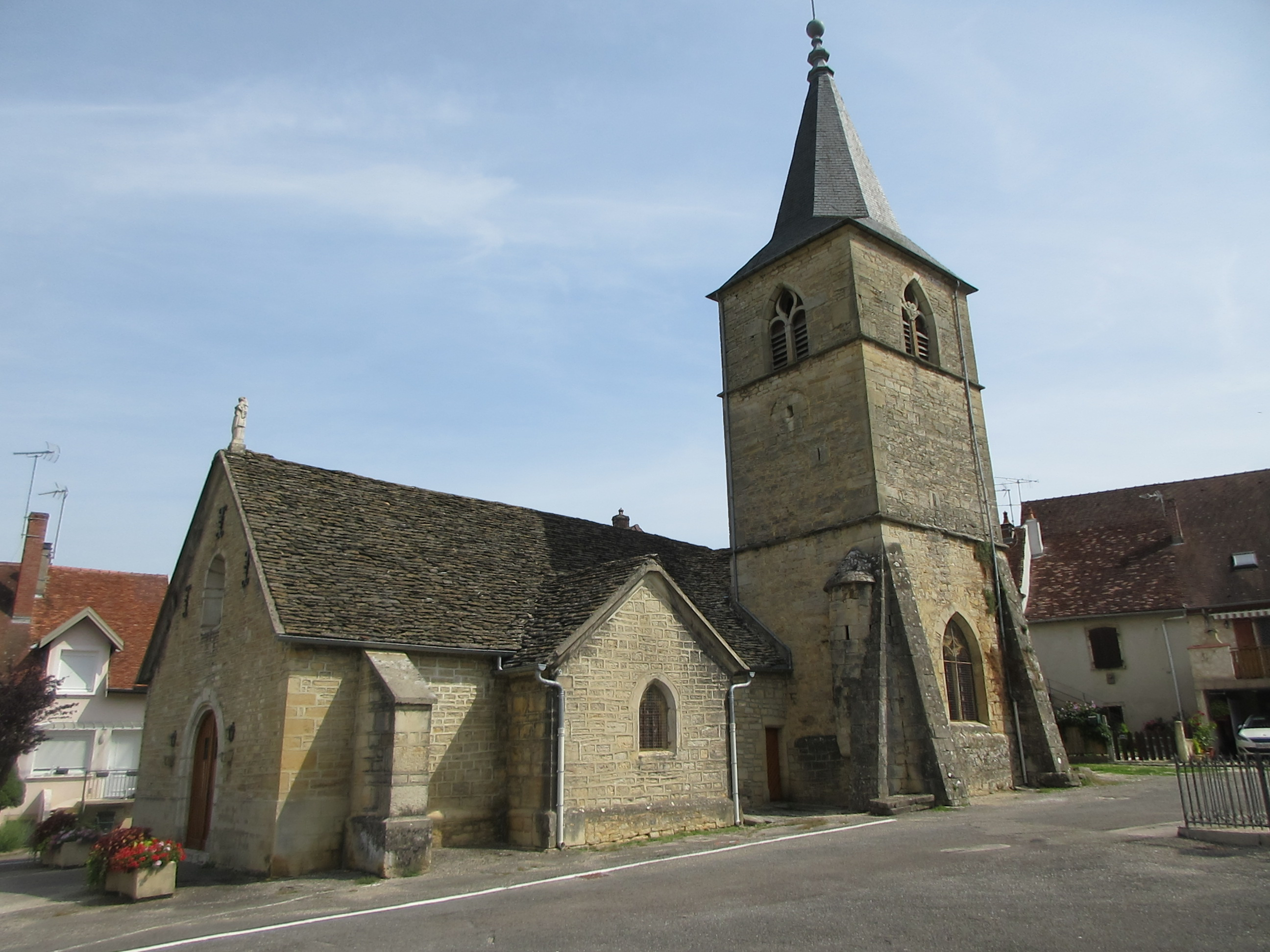
Kirche Mariä Geburt